# Knotengesang
Der Knotengesang (rumänisch Cântare/Cântec cu noduri) ist eine Gesangstechnik aus der Region Maramureș in Rumänien. Sie ist nicht mit der abwertenden Bezeichnung des Knödelns zu verwechseln.

## Ursprung
Der Knotengesang ist eng mit der Lebensweise in der Maramureș verbunden. Man nimmt an, dass diese Gesangsform des gesanglich-rhythmischen Verflechtens von Melodien im agrarischen Kontext entstand. Die Idee, Lieder mit Knoten zu verbinden, könnte auch von den alten Webtechniken inspiriert worden sein, die in dieser Region weit verbreitet sind.

## Beschreibung
In einem Cântec cu noduri werden Melodien in sogenannten Knoten gesungen, indem die Stimmlippe durch die Kontraktion der Halsmuskeln moduliert wird, während der Sänger zeitweise nicht ausatmet. Dabei erhält jeder Knoten eine spezifische Note oder ein bestimmtes rhythmisches Muster. Die Gesangstechnik erinnert in ihrer Form an eine Mischung aus Fado und Jodeln. Gemeinsame Merkmale sind große Intervallsprünge und ein weiter Tonumfang. Lieder, meist Doinen und Horen, die mit Knoten begleitet werden, behandeln in der Regel Geschichten aus dem Leben in der Maramureș. Da diese Gesangstechnik heute nur noch zu folkloristischen Anlässen gebraucht wird, gerät sie allmählich in Vergessenheit.